# Amsterdam (Californië)
Amsterdam is een gemeentevrij gebied in Merced County in de Amerikaanse staat Californië. Amsterdam ligt aan de Southern Pacific Railroad, 10 km ten noordnoordoosten van Atwater op zo'n 67 meter boven zeeniveau. Van 1893 tot 1895, van 1900 tot 1906, van 1906 tot 1910 en van 1912 tot 1925 had Amsterdam een eigen postkantoor.